# Siphonochalina
Siphonochalina is een geslacht van sponsdieren uit de familie van de gewone sponzen (Demospongiae).

## Soorten
- Siphonochalina asterigena (Schmidt, 1868)
- Siphonochalina balearica Ferrer-Hernandez, 1916
- Siphonochalina coriacea Schmidt, 1868
- Siphonochalina deficiens Pulitzer-Finali, 1982
- Siphonochalina expansa Sarà, 1960
- Siphonochalina fortis Ridley, 1881
- Siphonochalina intersepta (Topsent, 1928)
- Siphonochalina lyrata (Lamarck, 1814)